# Kokrine-Hodzana Highlands
Die Kokrine-Hodzana Highlands sind eine Gruppe kleinerer Gebirgszüge und Plateaus im Zentrum der Region Interior des US-amerikanischen Bundesstaates Alaska, die geomorphologisch zu den intermontanen Plateaus der nordamerikanischen Kordilleren gezählt werden. Sie bilden die verbindenden Massenerhebungen zwischen der zentralen Brookskette im Norden und dem Yukon-Tanana Upland im Südosten und werden hauptsächlich aus den nordöstlichen Ray Mountains und den südwestlichen Kokrine Hills gebildet.
Das Hochland besteht aus steil abfallenden, abgerundeten Bergrücken, die sich bis zu einer Höhe von 600 bis 1200 m erheben, überragt von isolierten Gebieten mit schrofferen Bergen. Dazu zählen vor allem die Ray Mountains im nordöstlichen Teil, die sich bis zu einer Höhe von 1800 m erheben. Sie sind durch Kare und vergletscherte Täler sowie schroffe, zerklüftete Felstürme gekennzeichnet, die sich abrupt aus breiten Granitkämmen erheben.
Die Entwässerung zum Yukon erfolgt vor allem über die Flüsse Hodzana, Tozitna, Melozitna und Dall. Jenseits der Wasserscheide zum Koyukuk River fließt das Wasser über den Kanuti River und den South Fork Koyukuk River.